# ریچارد هاردینگ کامینگز
ریچارد هاردینگ کامینگز (انگلیسی: Richard Henry Cummings؛ ۲۰ اوت ۱۸۵۸ – ۲۵ دسامبر ۱۹۳۸) یک هنرپیشه اهل ایالات متحده آمریکا بود. 